# سنکابه‌های خلار
سنکابه‌های خلار مربوط به دوره صفوی است و در شهرستان سپیدان، بخش همایجان، دهستان همایجان، روستای خلار، بر دامنه ارتفاعات گلبهاری واقع شده و این اثر در تاریخ ۳۰ بهمن ۱۳۸۶ با شمارهٔ ثبت ۲۰۸۴۱ به‌عنوان یکی از آثار ملی ایران به ثبت رسیده است.